# Starzan S
Starzan S (яп. ＯＫＡＷＡＲＩ-ＢＯＹ　スターザンＳ) — японский аниме-сериал, выпущенный студией Tatsunoko Production. Сериал транслировался по телеканалу Fuji TV с 7 января по 25 августа 1984 года. Всего выпущено 34 серии аниме. Транслировался также на территории Испании.

## Сюжет
Дзюн Ягами занимается поисками своего отца — Мамору, которого в последний раз видели, когда он отправился искать Паратопию, где никто и никогда не стареет. Однако спасаясь от охотников за головами, ей приходится приземлиться на планете Киракира, в которой идёт ожесточённая борьба между туземцами Зеноби и злой армией роботов, возглавляемой Дартом Беллоу. Дзюн принимает сторону Зеноби и знакомится с местным мальчиком по имени Старзан, который располагает технологией «Тобида Стар», которая позволяет создавать огромного робота.

## Роли озвучивали
- Кадзухико Иноуэ — Хосио Юмэно/Старзан С
- Юми Такада — Дзюн Ягами